# Barbinae
Sous-famille
La sous-famille des Barbinae regroupe des poissons d'eau douce faisant partie de la famille des Cyprinidae. Communément appelés « Barbeaux » ou « Barbus », les Barbinae sont originaires des eaux douces d'Europe, d'Afrique et d'Asie. Ils étaient autrefois tous réunis dans le genre Barbus, mais des travaux récents ont conduit à la révision du groupe, et à l'érection d'un certain nombre de genres nouveaux. Si plusieurs de ces genres sont à présent bien établis, plusieurs d'entre eux demeurent problématiques, et font encore l'objet de travaux actuels. La monophylie des Barbinae n'est pas établie avec certitude. Dans sa définition actuelle, la sous-famille des Barbinae regroupe 715 espèces, réparties en 29 genres :

## Liste des genres
D'après FishBase, 30 novembre 2015 :
- Acrossocheilus
- Anchicyclocheilus
- Aulopyge
- Balantiocheilos
- Barbus
- Carasobarbus
- Clypeobarbus
- Dawkinsia
- Desmopuntius
- Diptychus
- Haludaria
- Kalimantania
- Kosswigobarbus
- Labeobarbus
- Luciobarbus
- Mesopotamichthys
- Neobarynotus
- Oliotius
- Oreichthys
- Pethia
- Pseudobarbus
- Puntigrus
- Racoma
- Schizopyge
- Schizothorax
- Sinocyclocheilus
- Striuntius
- Systomus